# Saint-Hérent

Saint-Hérent este o comună în departamentul Puy-de-Dôme, Franța. În 1 ianuarie 2022 avea o populație de 111 de locuitori.